# 溧阳市光华高级中学
溧阳市光华高级中学是隶属于江苏省溧阳市的一所普通高级中学。学校位于溧阳市溧城镇燕鸣路8号，占地面积120余亩，截至2019年，设有39个班，在校学生1850余人，教职工300余人。

## 历史沿革
- 1939年7月，新四军进入溧阳后组建的抗日进步群众组织“光华社”被国民政府江南行署下令取缔解散，随即原“光华社”成员密议创办一所学校作为抗日活动基地。筹建工作由在国民溧阳县政府任职的周宗姬等人执行，实则受新四军秘密领导，新四军第一支队司令员陈毅将校名定为光华中学，取“光复中华”之意。[1][2]

早在1938年初把天保即在河心（今属社渚镇孔村）开办“光华补习班”，1939年4月因日军威胁北迁至桠溪东陵（今属上兴镇汤桥村）开办私立“光华中学”，1939年11月东陵的光华中学改为光华中学东陵分校，聘把天保为分校主任，主持分校事务。1939年12月东陵分校迁至高淳县境内的桠溪港，改名为高淳县私立国华中学（今高淳桠溪中学前身）。
- 1939年8月24日，光华中学开课，周宗姬任首任校长，校址在仙麓乡新昌村（今昆仑街道新昌村）蒋氏宗祠永思堂。1940年2月，为扩展学校校舍增借房姓祠堂。
- 1942年4月，遵照战时教育条例定名“溧阳私立光华临时初级中学”。1943年8月增设高中部。
- 1943年10月至1944年2月，受日军入侵停办4个月。1944年12月至1945年12月，受汪伪军袭扰停办1年。
- 1945年12月1日，迁至溧阳城复校，借西门彭氏宗祠为校舍暂恢复初中部，1946年2月又迁至溧城古道巷原陈夕坤住宅，增设高中部。
- 1947年7月，停办高中部，高中生转至江苏省溧阳中学。
- 1956年8月，改为公办学校，定名溧阳县第一初级中学。
- 1958年8月，撤销溧阳县第二初级中学（原私立同济初级中学）并入本校。
- 1958年9月，更名为溧阳县师专附中。1959年8月，更名为溧阳县第二初级中学。1961年8月，学校改民办，定名溧城镇初级中学。
- 1968年9月，溧城初级中学并入溧阳县中学（1949-1956年称溧阳县初级中学，校址现为溧阳宾馆），原校址改办溧阳缫丝厂。次年2月溧阳县中学并入江苏省溧阳中学（校址现为实验初中），并改名为溧阳县中学。
- 1972年春，征用北门外凤凰墩坟田荒地（今为溧阳市平陵高级中学校址，昆仑南路216号）重建溧城中学，1973年春季开学，定校名为溧阳县第二中学。
- 1975年，增设高中部。
- 1984年8月，学校恢复光华中学校名。次年4月举行复校典礼，原国防部长张爱萍题词：“功业千秋，遗爱万代”，原全国人大副委员长叶飞亲书校名。江苏省省长惠浴宇、著名校友史维祥、强瑞春被聘为名誉校长。
- 1990年12月，溧阳县改市，校名改为溧阳市光华中学。
- 1993年，学校被确立为溧阳市重点中学，改名溧阳市第一中学。
- 1999年秋，再次恢复溧阳市光华中学校名。
- 2004年4月，被评为江苏省三星级高中。
- 2005年10月，拆分为溧阳市光华高级中学和溧阳市光华初级中学，高中在凤凰墩原址办学，初中迁至原址南侧的原电大校址（北河沿31号）办学。
- 2008年，转评为江苏省四星级高中。
- 2016年9月，溧阳市第三中学高中部停止招收新生，并入光华高中。2018年光华高中燕山部终止办学，拆除校舍。
- 2019年9月，整体迁至燕山新区新校区（燕鸣路8号）。

## 历任校长
- 周宗姬（1939年－1942年）
- 谢彭年（1943年）
- 王浩然（1944年－1945年）
- 周宗姬（1945年－1950年）
- 周雨浇（1950年－1956年）
- 相汉坤（1956年－1961年）
- 狄瑞麟（1961年－1965年）
- 芮之兴（1965年－1969年）
- 狄瑞麟（1973年－1986年）
- 李国雄（1986年－1990年）
- 费法新（1990年－1995年）
- 彭志良（1995年－1997年）
- 唐建新（1997年－2004年）
- 刘志伟（2004年－2016年）
- 郑宇明（2016年至今）[3]

## 知名校友
- 翟中和（1946届）
- 史维祥（1944届）
- 沈和湘
- 强瑞春